# Tortugas (Santa Fé)
Tortugas é uma comuna da província de Santa Fé, na Argentina.